# Afroneta immaculata
Afroneta immaculata är en spindelart som beskrevs av Holm 1968. Afroneta immaculata ingår i släktet Afroneta och familjen täckvävarspindlar.
Artens utbredningsområde är Kongo. Inga underarter finns listade i Catalogue of Life.